# Typhlops annae
Espèce
Synonymes
- Antillotyphlops annae (Breuil, 1999)

Typhlops annae est une espèce de serpents de la famille des Typhlopidae. 

## Répartition
Cette espèce est endémique de Saint-Barthélemy.

## Publication originale
- Breuil, « Nouvelle espèce du genre Typhlops, (Serpentes, Typhlopidae) de l’île de Saint-Barthélemy, comparaison avec les autres espèces des Petites Antilles », Bulletin mensuel de la Société linnéenne de Lyon, vol. 68, no 2,‎ 1999, p. 30-40.